# Mezzacanna
Mezzacanna, genauer Kubik-Mezzacanna oder die Botte, war ein Volumenmaß für Flüssigkeiten, wie Wein, Öl und Spirituosen auf Sizilien. Eine andere Bedeutung war die Bezeichnung für ein Längenmaß.

## Volumenmaß
- 1 Kubik-Mezzacanna = 11,0036 Hektoliter

## Längenmaß
Die Mezzacanna entsprach der halben Elle auf der Insel Sizilien seit 1811.
- 1 Mezzacanne = 4 Palmi/Fuß = 1,324 Meter
  - Canna/Elle = 8 Palmi = 915,31 Pariser Linien